# Lust in the Dust
Lust in the Dust (bra: A Louca Corrida do Ouro) é um filme de comédia de 1985 estrelado por Divine, Tab Hunter, Cesar Romero e Lainie Kazan, e dirigido por Paul Bartel. O título faz referência a um apelido conhecido há muito tempo e com origem datada em 1946. Este foi o primeiro filme de Divine sem relação artística com o diretor John Waters.

### SINOPSE
A febre do ouro atingiu a cidade de Chili Verde, no oeste selvagem, local em que vaqueiros de vida dura e mulheres de vida fácil e sangue quente lutam pela riqueza dourada. Porém, quando Abel Wood, um pistoleiro misterioso, e Rosie Velez, uma cantora pervertida, se unem a Marguerita Ventura, a proprietária do salão, paixões em fogo e ganância desenfreada viram a cidade de pernas para o ar. Será que essas duas mulheres libertinas irão descobrir o segredo de uma fortuna enterrada? E até onde os homens desesperados terão que ir para descobrir esse tesouro?

## Elenco
- Divine como Rosie Velez
- Tab Hunter como Abel Wood
- Lainie Kazan como Marguerita Ventura
- Cesar Romero como Padre Garcia
- Geoffrey Lewis como Hard Case Williams
- Henry Silva como Bernardo
- Ganhos Courtney como Red Dick Barker
- Gina Gallego como Ninfa
- Nedra Volz como Big Ed
- Woody Strode como Blackman
- Hard Gang como Caixa
- Pedro Gonzalez como mexicano